# イタリア空軍
イタリア空軍 (Aeronautica Militare Italiana) は、イタリアの空軍。

## 概要
イタリア空軍は欧州屈指の伝統と格式を持つ空軍であり、世界的に見ても最も古い空軍組織の一つといえる。イタリア空軍の歴史は大別して王政時代と共和国時代に分けられる。
1884年に陸軍内に気球を運用する部隊として航空部隊が創設される。1911年、伊土戦争で世界史上初めて航空戦力（飛行船・飛行機）を戦場に投入した。1923年には、独自の軍種として空軍が独立し、王立空軍が創設された。
第二次世界大戦後の1946年、王制が廃止されてイタリア共和国に移行すると、王立空軍もイタリア共和国空軍に改称された。1961年に創設された曲芸飛行隊「フレッチェ・トリコローリ」は、世界有数の技量を誇る。
イタリアでは気象予報は空軍の管轄となっており、空軍参謀本部のイタリア気象局が国内の気象予報を提供している。イタリア放送協会のニュースで気象状況を解説する予報士は気象局所属の軍人である。

## 王政時代

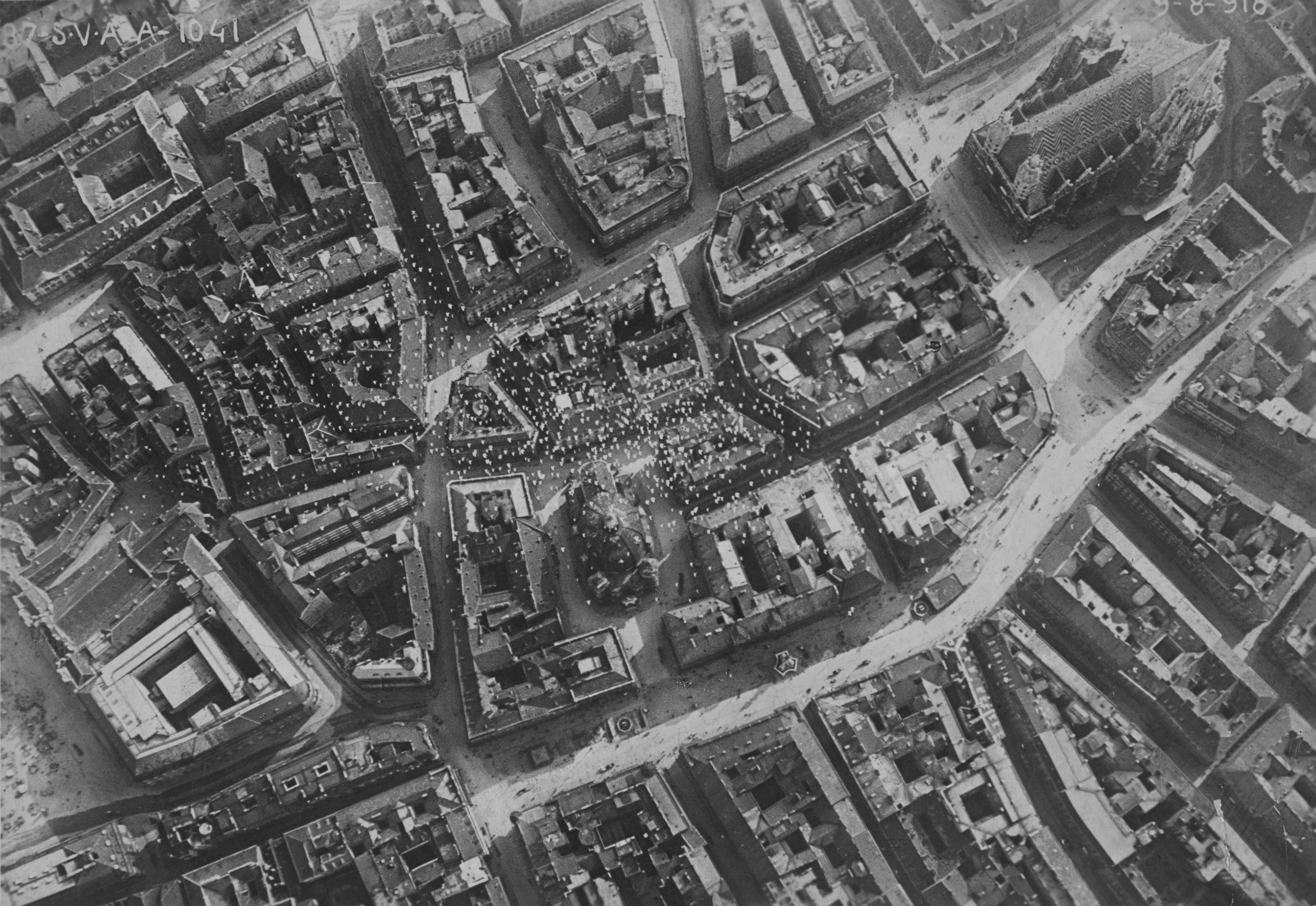
ウィーン上空に撒かれる降伏勧告文

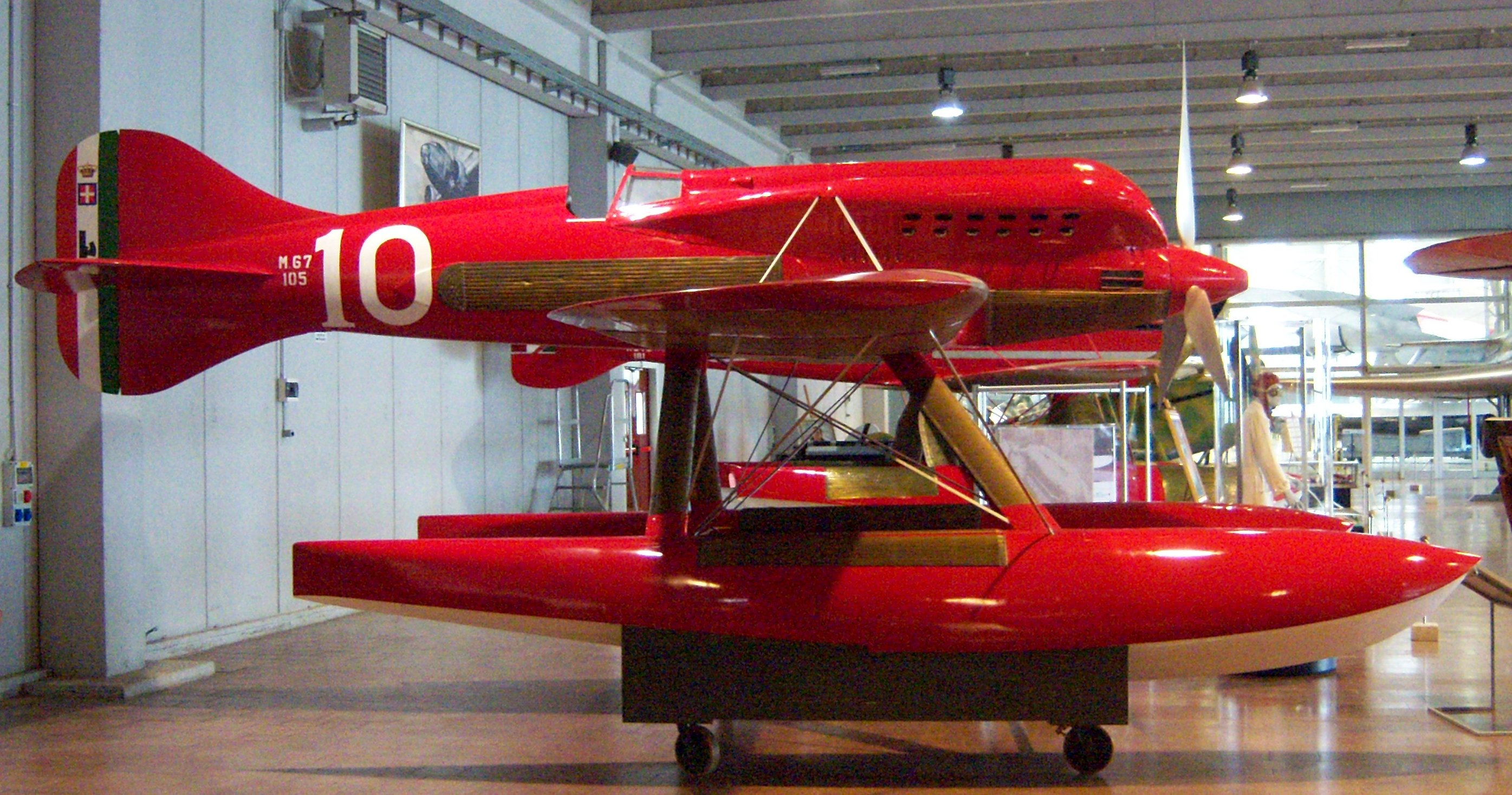
第11回シュナイダー・トロフィー・レースでイタリアに勝利を齎したマッキ社のM.67水上機

### 陸軍航空部隊の設立
1884年、イタリア王国の王立陸軍 (Regio Esercito)  は、航空部隊（Servizio Aeronautico）を発足させた。航空部隊は、ローマに基地を置き、気球を運用していた。
1911年に勃発した伊土戦争（リビア戦争、1911年 - 1912年）において、陸軍航空部隊は2隻の飛行船に加えて28機の航空機を投入、偵察の他に爆撃も行っている。この爆撃隊による作戦こそが歴史上初めて航空戦力が戦場に投入された戦いであった。1915年1月には、Corpo Aeronautico と名称を改め、航空大隊（飛行機）、工兵大隊（飛行船）、気球大隊を傘下に置いていた。なお、王立海軍も航空部隊を創設し、飛行艇を運用した。

### 第一次世界大戦
第一次世界大戦（1914年 - 1918年）では、陸軍航空部隊は戦闘機を欠いていたため、フランスの戦闘機を輸入もしくはライセンス生産することによって主力戦闘機としていた。爆撃機については、ジョヴァンニ・バッチスタ・カプロニが設立したカプロニ社の優秀な国産機が採用され、オーストリア＝ハンガリー帝国への爆撃を行って連合軍の勝利に貢献した。パイロットではフランチェスコ・バラッカ中佐が34機撃墜の優れた戦歴を残した（なお、この大戦の最高撃墜数は、ドイツ軍のマンフレート・フォン・リヒトホーフェンによる80機である）。また大戦末期に数機の空軍機がオーストリア空軍の厳戒態勢を突破して首都ウィーン上空に来襲、突然の敵機襲来に恐れ逃げ舞うウィーン市民に降伏を勧告した紙を撒き、その後来襲したオーストリア空軍機の追撃を振り切って悠然と帰還したというエピソードが残っている。
戦略面ではこの時代の経験からジュリオ・ドゥーエ少将が「制空論」を発表し、欧米各国で大きな反響を呼んだ。これは後にアメリカ空軍の戦略爆撃構想に多大な影響を与えた。

### 戦間期: 王立空軍の創設
第一次世界大戦終了後の1923年3月28日、航空戦力が戦争で重要な働きをしていることに鑑み、ヴィットーリオ・エマヌエーレ3世はイタリア空軍を陸軍から独立させた。これによりイタリア王立空軍（レージャ・アエロナウティカ、イタリア語: Regia Aeronautica）が正式に発足したのである。しかし大戦後イタリア国内は大不況に襲われ、王立三軍も財政難に陥り、旧式化した装備の更新もままならなくなっていた。そんな中、王家の後ろ盾で成立したベニート・ムッソリーニ率いるファシスト政権は軍備の拡張を宣言、特に高い名声を得ていたイタリア空軍は政権の宣伝材料として非常に寵愛を受けた。
ファシスト政権は国家規模での支援で優れた航空機を開発させ、各国空軍にとって「平時の戦い」であったシュナイダー・トロフィー・レースなどの スピードレースや長距離飛行記録競争で次々と記録を塗り替えていった。イタリアの航空技術と人材を誇るこの一連の戦いは、イタロ・バルボ元帥による二度に亘っての大西洋無着陸横断で成功の頂点に達した。
だが、1930年後半に入ると成功していたムッソリーニの経済政策は世界恐慌で破綻し、再びイタリア空軍は財政難に苦しむ様になった。しかし軍の窮状と対照的に、ムッソリーニは、自らの政権を保持する為の性急な戦争へと直走って行く事になる。

### 第二次世界大戦

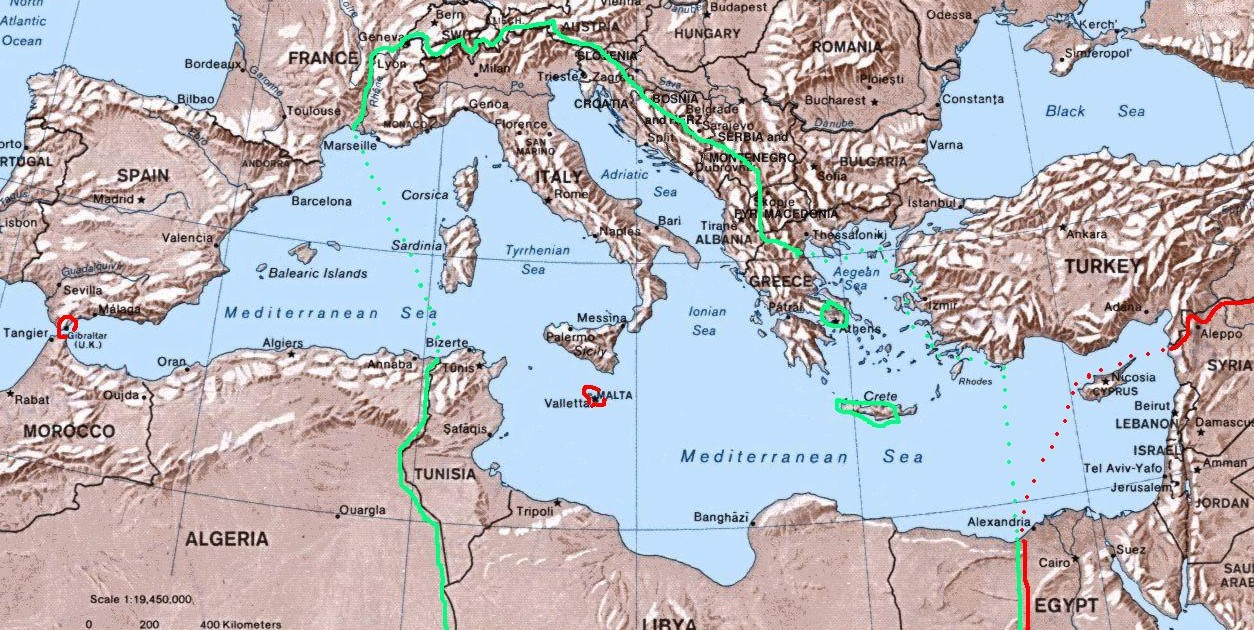
イタリア王国の最大領域（1942年）。イタリア空軍は主に地中海沿岸部を戦場に戦った。

第二次世界大戦前夜になると、ベニート・ムッソリーニは空中艦隊構想を実現すべく航空戦力を大幅増強した。しかし、爆撃機が比較的実用性の高い機体をそろえていたのに対して戦闘機は数が足りず、編成の均衡を欠いていた。さらに、信頼出来る発動機を持たなかったのも致命的な問題であったと指摘されている。
ポーランド侵攻による第二次世界大戦勃発時、イタリアはその属する三大枢軸国家（イタリア・ドイツ・日本）の中においては、依然として最も空軍の規模が小さかった。航空機3,296機中、実際に使用が可能と見られていたのは2,000機程度に過ぎなかった。装備面でも明らかに仮想敵国である米英空軍より劣悪で、特に戦闘機に関しては先進的な技術を持ちながら第一次大戦時代の戦訓に固執して複葉機を採用（フィアット CR.42）したために、当時すでに主流だった全金属製単葉機型戦闘機（マッキMC.200とフィアットG.50）は166機しかなかった。加えて航空産業がフィアットやマッキなど複数の小企業に分かれていたことも、少ない工業力を更に分散させる結果を生んだ。結果として、連合軍の最新鋭機と互角以上に渡り合える国産戦闘機の実戦投入は、敗戦の数ヶ月前に運用を開始したフィアット チェンタウロやマッキ オリオーネ／ヴェルトロ、レジアーネ サジタリオまで待たなければならなかった。
1940年6月、ドイツ軍がフランスに侵攻を続ける中、ファシスト政権は英仏両国に宣戦を布告した。直ちにイタリア空軍は陸軍の支援及び後方への爆撃任務を開始、計716回の出撃を行い、276トンの爆弾を南フランス（オクシタニア）に投下した。程なくドイツがパリを占領しフランスは降伏、ヴィシー政権（ヴィシー・フランス）が成立してフランス本土が枢軸国のコントロール下に置かれるようになると、戦いの場は地中海各地のイギリス空軍へと切り替えられた。

#### 中東航空戦

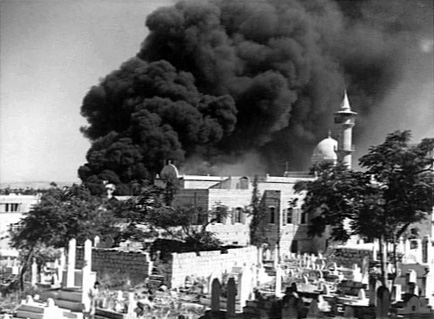
ハイファ爆撃

イタリア空軍は第二次世界大戦に対するイタリア王国の関与の始まりから終わりまで、中東への枢軸軍の航空攻撃に深く関係していた。イギリスの影響下にあったイラクによるアングロ・イラク戦争の間、イタリア空軍はドイツ空軍と共に「イラク航空団」を創設、イラク軍の指揮下に入ってヴィシーフランス領レバノンを根拠地として英空軍と交戦した。1940年7月にはイタリア空軍が英領パレスチナのハイファ爆撃に成功し、石油パイプラインを破壊した。米タイム誌でも大きく報じられた同攻撃の後、続いて10月中旬にはファシスト党の幹部でもあったエットーレ・ムーティらが参加した長距離爆撃機隊がリビアを出撃、バーレーンの石油地帯の破壊に成功した。
こうした枢軸空軍による水面下での支援は最終的にイギリス軍をシリア・レバノン侵攻へと踏み切らせた。

#### 北アフリカ戦線
北アフリカの戦いが始まると、上空では伊英空軍の激しい空戦が繰り広げられた。両者の戦いはほぼ拮抗していて、また装備された戦闘機は同じ複葉機が中心であった。イギリス空軍がグラディエイターを主力とする一方、イタリア空軍もフィアット CR.32とCR.42を主戦力としていた為である。後に両者は共に新たな戦闘機を受領し、個々の空戦の模様は劇的には変化するが、全体的な面においては依然両者互角の状態が続いた。戦況が大きく動くのは空軍の戦いの結果ではなく、陸軍同士の戦いの結果によるものであった。陸軍の敗北（コンパス作戦）に巻き込まれる形で、イタリア空軍は、（敵に鹵獲されるのを防ぐため）多量の航空機を破壊して後方に撤退しなければならなくなった。
それ以降は形勢は英軍側に傾き、後にドイツ軍が戦線に参加すると、北アフリカ上空は英独空軍の戦いの場へと変わった。北アフリカのイタリア空軍はドイツ空軍に命運を託した格好に零落れざるをえなかった。それでも1942年には、イタリア空軍は400機までに運用台数を回復させて、ドイツ空軍の次に甘んじる形ではあったが、確かな戦果を挙げていった。ドイツアフリカ軍団の指揮官エルヴィン・ロンメルによる英軍への最初の反抗作戦が開始された時、イタリア空軍部隊はイギリス空軍を追い払って制空権を確保している。またクルセイダー作戦でドイツ軍が後退した時も、イタリア空軍は英軍の爆撃隊に多大な損害を与えて退却を助けた。
しかしエル・アラメインの戦いでイタリア空軍はイギリス空軍との交戦で多くの損失を蒙り、以降英空軍に苦戦する状況が常に続くこととなった。加えて陸上でも枢軸側の不利が決定的になった事もあり、次第に劣勢を深めていった。チュニジアの戦いに至った時点で、もはや北アフリカのイタリア空軍に戦力は殆ど残っていなかった。

#### 東アフリカ戦線
1940年6月、東アフリカにも200機-300機位のイタリア空軍機が展開していた。これらの航空機のうちの一定数は骨董品的に古いものであったが、比較的新しい機種であるサヴォイア・マルケッティのSM.79やSM.81、それにフィアットCR.42も装備されていた。この時点ではまだCR.42は前線で使用できる水準に留まっていた。加えてイタリア空軍は広大な植民地を管理する英国とは違い、東アフリカに強固な航空基地を建設していたので、英国および連邦軍より良好な離着陸場を確保することに成功していた。従って戦争が始まったとき、イタリアのパイロットは訓練された腕前を英軍に見せ付ける事になった。
しかしイタリア本土から遠くから切り離された状況は、ただでさえ慢性的な燃料と工業力不足に苦しむイタリア王国軍内でも、とりわけ深刻な燃料・部品の欠乏を引き起こした。対する英軍は（全ての戦線でそうであった様に）対照的に各地から潤沢な物資を運び込み、状況を改善していった。1940年1月31日、イタリア東アフリカ軍総司令官アオスタ公アメデーオは、67機の戦闘機とわずかな燃料を残すのみとなった、と司令部に報告した。東アフリカ航空戦での不均衡な消耗戦によってイタリア空軍は戦力を磨り減らされたが、それでもイタリア人パイロットは善戦を続けた。
1941年10月24日、アオスタ公アメデーオが東アフリカ軍の残余と共に降伏する1ヶ月前、最後の東アフリカ航空隊の戦闘機が撃墜された。

#### バトル・オブ・ブリテン
1940年10月25日、対英戦の山場であるイギリス本土航空戦の最中、170機のイタリア空軍機がドイツの占領下であるベルギーの飛行場に展開した。73機のフィアットBr.20爆撃機を含むイタリア航空軍（Corpo Aereo Italiano）は、航続距離や機体数の問題などから非常に限られた活動に留まった。1940年12月、イタリア航空軍の大半はギリシャ戦線に派遣され、1941年4月までに残りの機体も撤収を完了した。

#### バルカン戦線
1940年後半、イタリア空軍はギリシャ・イタリア戦争に参加、圧倒的な戦力差もありギリシャ空軍77機中52機を撃墜したが、伊軍側も64機（ギリシャ空軍側は更に24機の追加撃墜を主張している）の航空機を喪失した。陸軍による苦戦はアルバニア国境への戦線後退を余儀無くした。1941年前半、ドイツ軍がユーゴスラビア侵攻を経て対ギリシャ戦に参戦（ギリシャの戦い）すると陸戦の状況は好転したが、空軍の役割はドイツ空軍の支援任務へと縮小された。ユーゴズラビア・ギリシャの治安維持の多くをイタリアが担当するようになると（ユーゴスラビア進駐）、空軍もこれに従事した。

#### ロシア派遣軍
1941年6月22日、ドイツはソビエト連邦の支配地域に侵攻、独ソ戦が始まった。8月、イタリア空軍は「イタリア・ロシア戦域軍」（Corpo di Spedizione Italiano、またはCSIR）の一部として1,900人の要員からなる航空部隊を東部戦線に派遣した。彼らは「イタリア・ロシア方面航空隊」（Corpo Aereo Spedizione in Russia）として知られていた。これらの航空隊はまず最初にカプロニCa31、MC.200を装備し、1941年から1943年までイタリア・ロシア派遣軍の戦いを支援した。彼らはウクライナに後方拠点を置いて、最終的にはスターリングラードの戦いでの航空戦にも参加した。1942年中頃にはより性能の高いMC.202がロシアの戦いに投入された。1943年前半、スターリングラードを巡る諸戦闘が決すると、ムッソリーニは遠征軍の帰国を決定、航空隊も1943年1月に戦闘を終えてオデッサに撤収した。撤収までに88機のソ連機を撃墜し、損失は19機に留まった。
だが一部の空軍部隊は1944年から1945年まで、バルト海地域でドイツ空軍指揮下の航空団として軍務を継続した。ドイツ軍から第10航空隊「イタル」（伊語：「テラッシアーノ」）と呼ばれた彼らはバドリオ政権成立後もRSI（次項参照）空軍に参加して最後まで戦いを続けている。

#### 訪日飛行

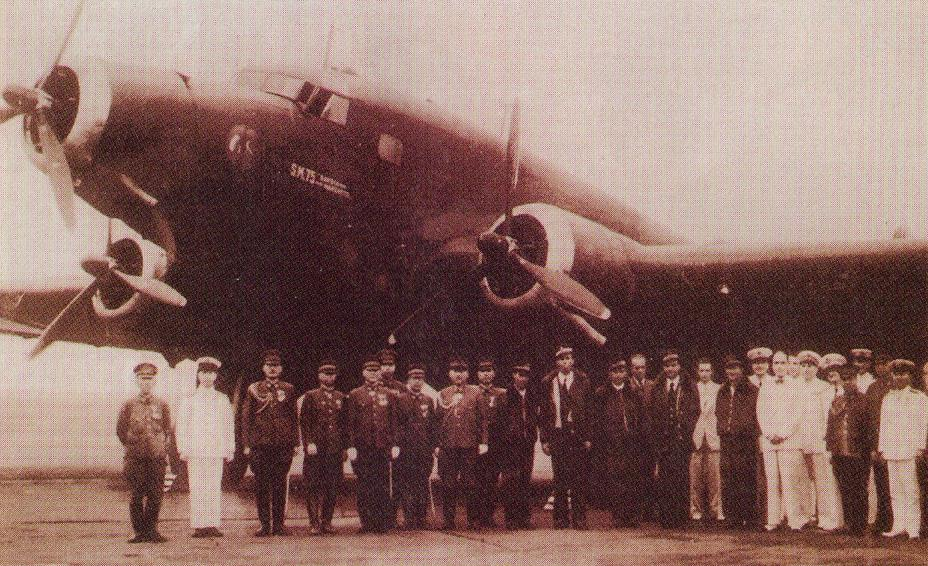
SM.75 GA RTの前に立つ日伊の軍関係者（1942年7月）

1942年6月には、イタリア軍の大型輸送機の「SM.75GA RT」により、イタリアと日本、もしくは日本の占領地域との飛行を行うことを計画した。
6月29日にグイドーニア・モンテチェーリオからイタリアと離陸後戦争状態にあったソビエト連邦を避けて、ドイツ占領下のウクライナのザポリージャ、アラル海北岸、バイカル湖の縁、タルバガタイ山脈を通過しゴビ砂漠上空、モンゴル上空を経由し、6月30日に日本占領下の内モンゴル、包頭に到着した。しかしその際に燃料不足などにより、ソビエト連邦上空を通過してしまい銃撃を受けてしまう。その後東京へ向かい7月3日から7月16日まで滞在し、7月18日包頭を離陸してウクライナのオデッサを経由してグイドーニア・モンテチェーリオまで機体を飛行させ、7月20日にこの任務を完遂した。
しかし、日本にとって中立国の（イタリアにとっての対戦国）ソビエト連邦上空を飛ぶという外交上の理由によって、滞在するアントニオ・モスカテッリ中佐以下の存在を全く外部に知らせないなど、日本では歓迎とは言えない待遇であった。また、事前に日本側が要請していた、辻政信陸軍中佐を帰路に同行させないというおまけもついた。しかも、案件の不同意にもかかわらずイタリアは8月2日にこの出来事を公表し、2国間の関係は冷え冷えとしたものになり、イタリアは再びこの長距離飛行を行おうとはしなかった。

#### 本土決戦と終戦

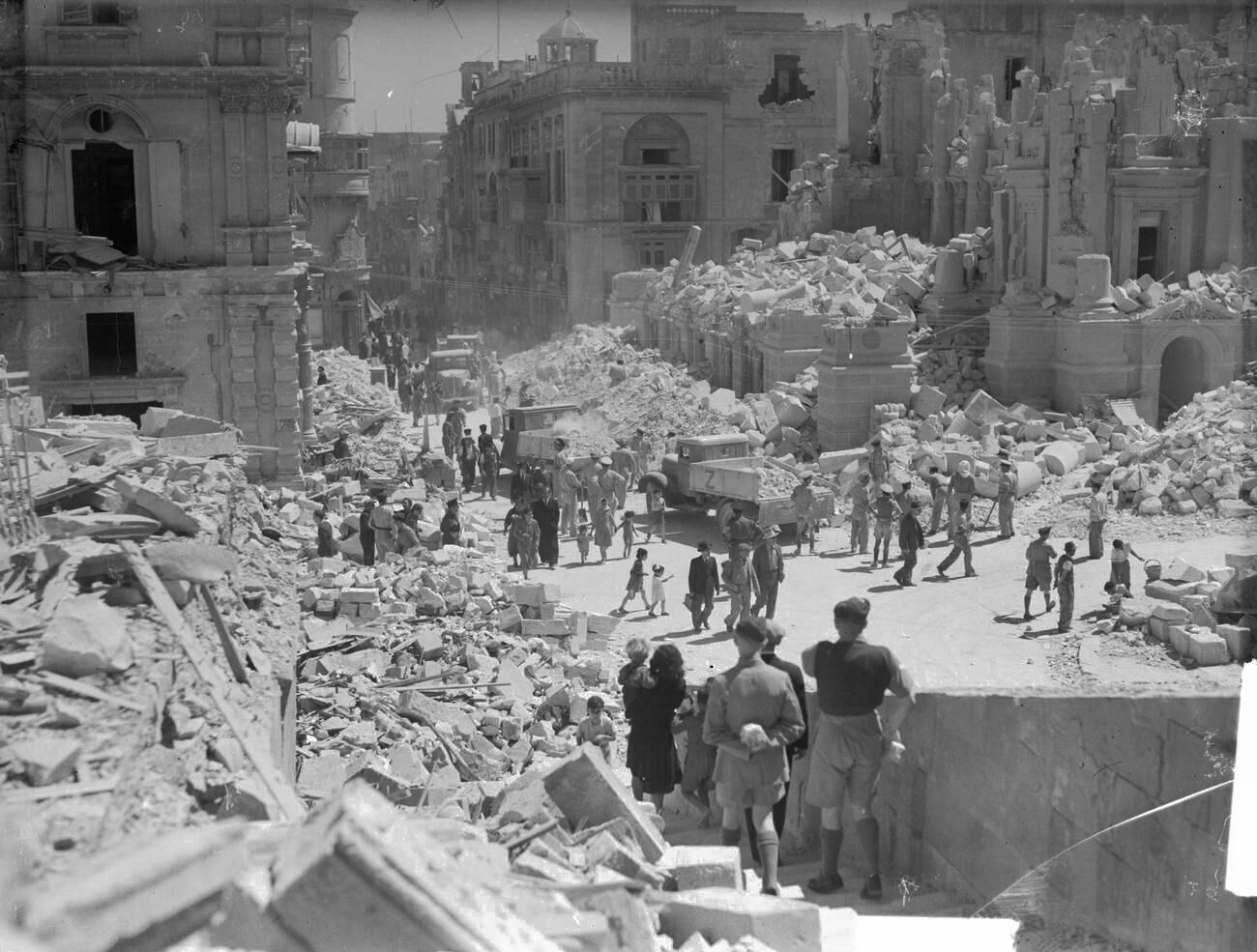
破壊されたマルタ島バレッタの市街地

イタリア本土の戦いが開始された時、イタリア空軍は防御的な戦いを強いられる立場にあった。イタリア人パイロット達は海軍の艦艇を狙う連合国空軍と戦う為に多くの努力を続けた。膨大な連合軍機がシチリア島各地に来襲して爆撃を繰り返し、次々と地上の空軍施設や滑走路に攻撃を行っていった。これはイタリア空軍の活動に致命的な打撃を与えたが、ヴィシー領（オクシタニア）に駐屯していた空軍部隊がサルデーニャ島の部隊と共に来援すると再び抵抗が再開された。やがてクーデターが起こりムッソリーニは失脚、バドリオ将軍を首班とする政府が成立し彼らは連合国と休戦するが、それまでに行われた最後の戦いはアメリカ軍機に対する防空戦闘であった。
クーデター後幽閉されていたムッソリーニは、ドイツ軍によって救出され、ドイツの支援の下、北イタリアにおいてイタリア社会共和国（RSI）政権を樹立、イタリアの政府はRSI政府と王国政府（南王国、バドリオ政権）に分派した。すると、空軍もイタリア共同交戦空軍（南王国）とイタリア国家空軍（RSI）に分かれてそれぞれの指導者に忠誠を誓った。しかし両者が直接交戦する事は最後までなかった。何故なら前者は主にバルカン半島での後方防衛にあたり、後者は北イタリアとバルト海での防空戦に従事しており、戦域が被らなかった為である。終戦までにイタリア空軍は5,201機の航空機と引き換えに4,293機の敵機を撃墜した。
1945年5月8日に王国空軍は正式に再建されたが、1946年6月18日に国民投票により王政は廃止され、共和制に移行したため、イタリア共和国空軍（アエロナウティカ・ミリターレ）と改称された。

#### パイロット一覧
15機撃墜以上の者
- フランコ・ルッキーニ - 26機撃墜
- アドリアーノ・ヴィスコンティ- 26機撃墜
- テレシオ・マルティノリ- 23機撃墜
- レオナルド・フェレッリ- 22機撃墜
- フランコ・ボルドニ・ビスレーニ- 19機撃墜
- ルイジ・ゴリーニ- 19機撃墜
- マリオ・ヴィスィーニ- 17 機撃墜
- ウーゴ・ドラゴ- 17機撃墜

#### 運用された航空機の写真

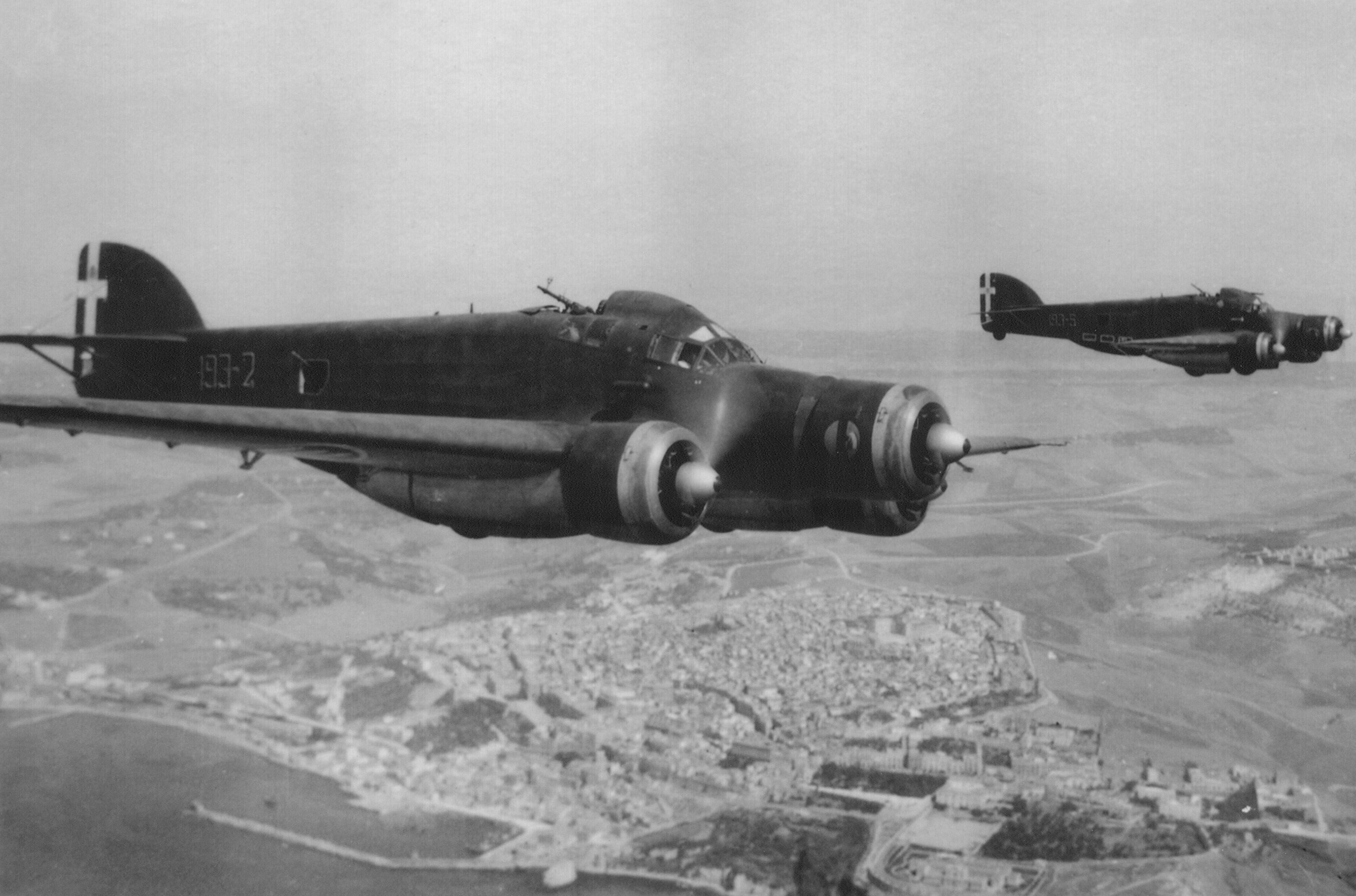
サヴォイア・マルケッティS.M.79
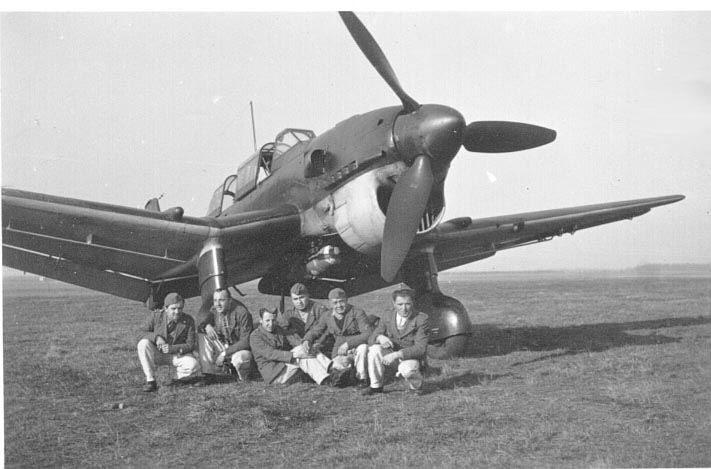
イタリア空軍でも他国機が運用された。ドイツ空軍から輸入されたJu 87シュトゥーカは「Pichiatello」の名称で使用された。
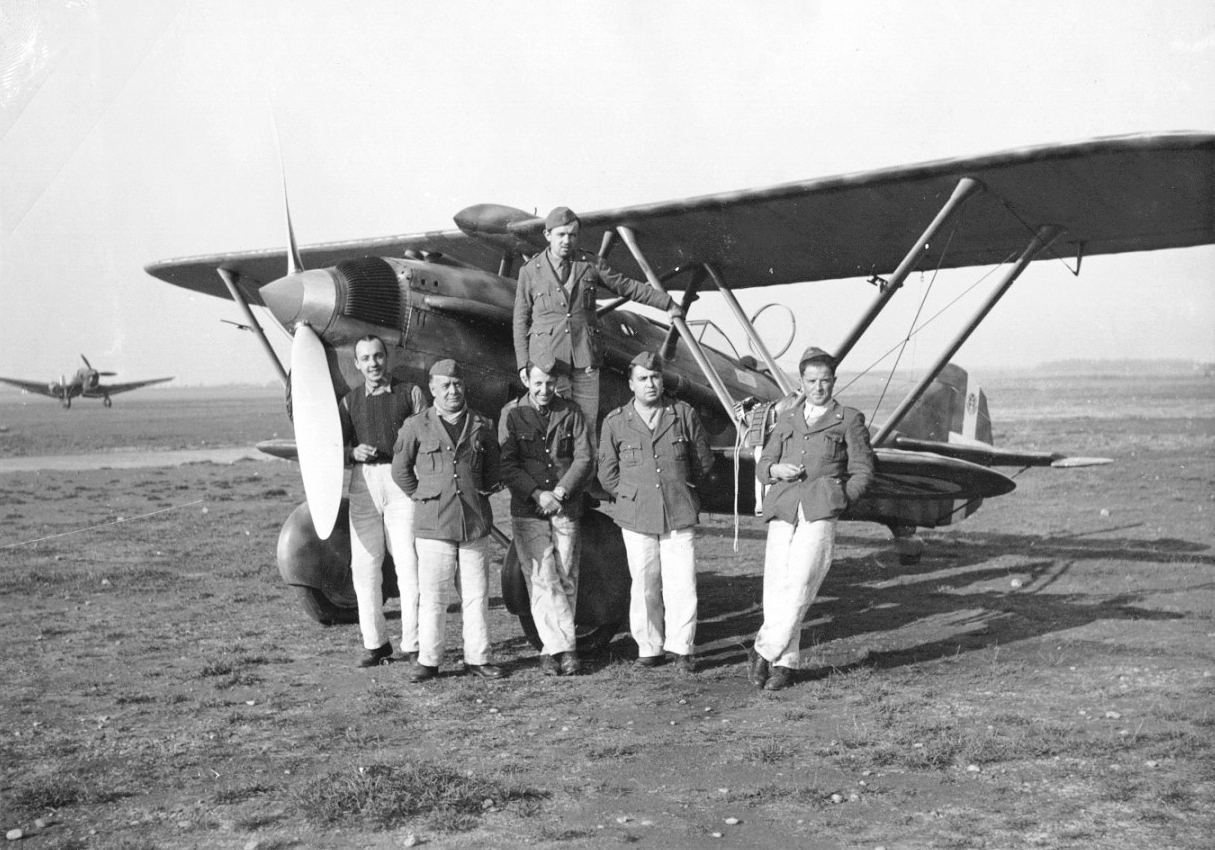
CR.32とパイロット達
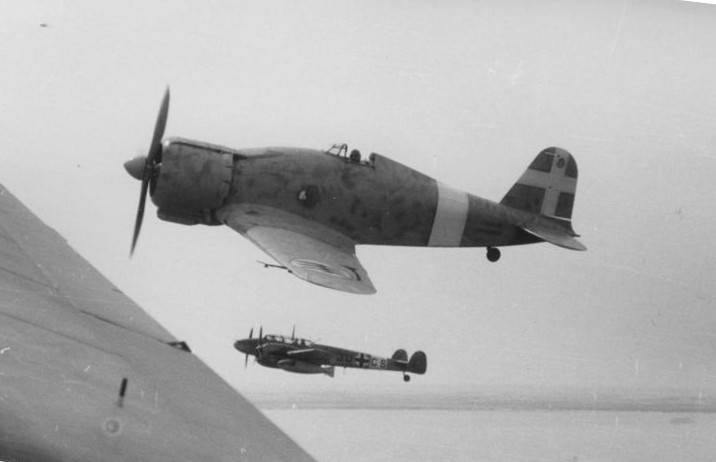
FIAT G.50（北アフリカ）

## 共和国時代

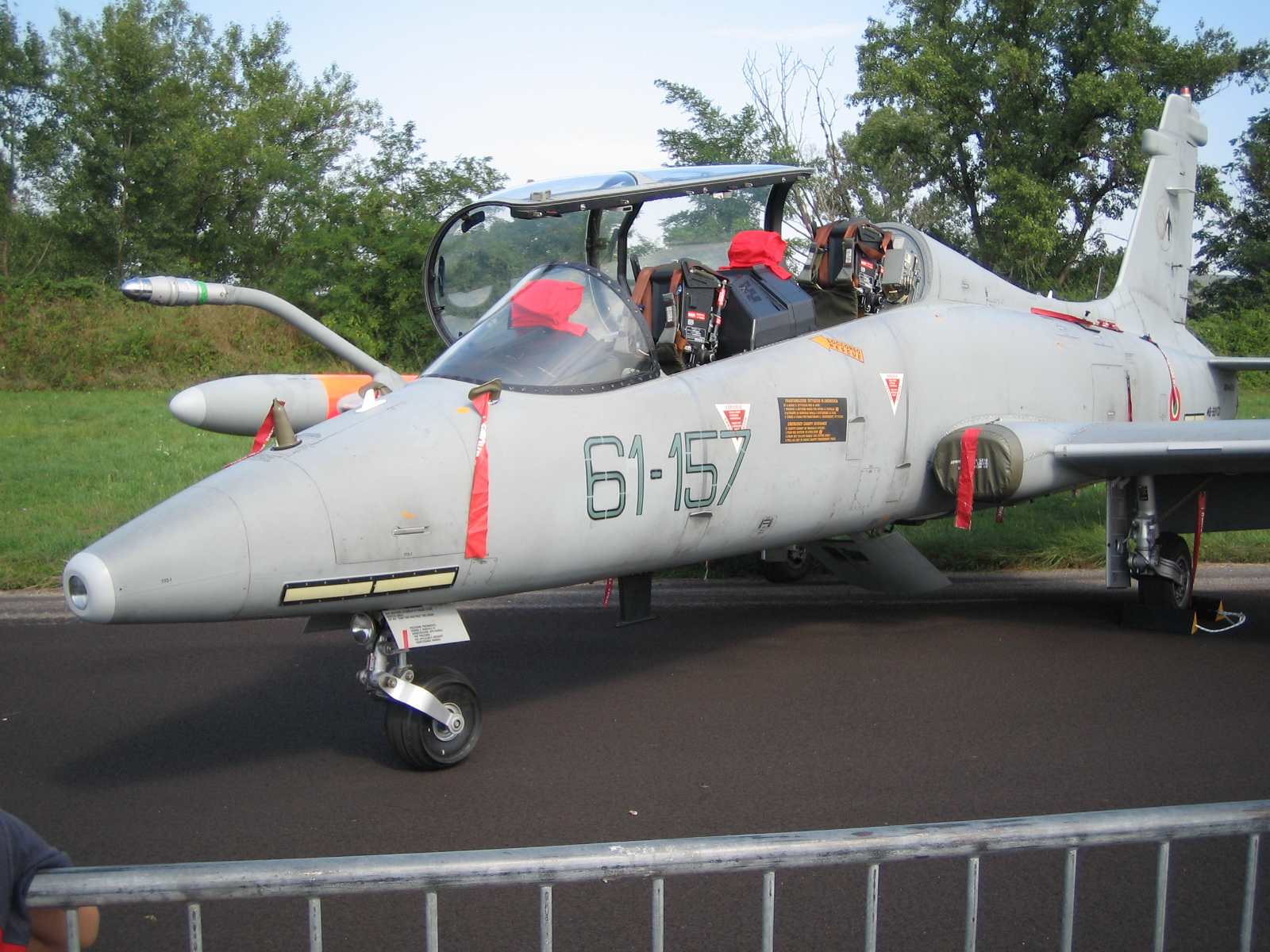
アエルマッキ MB-339

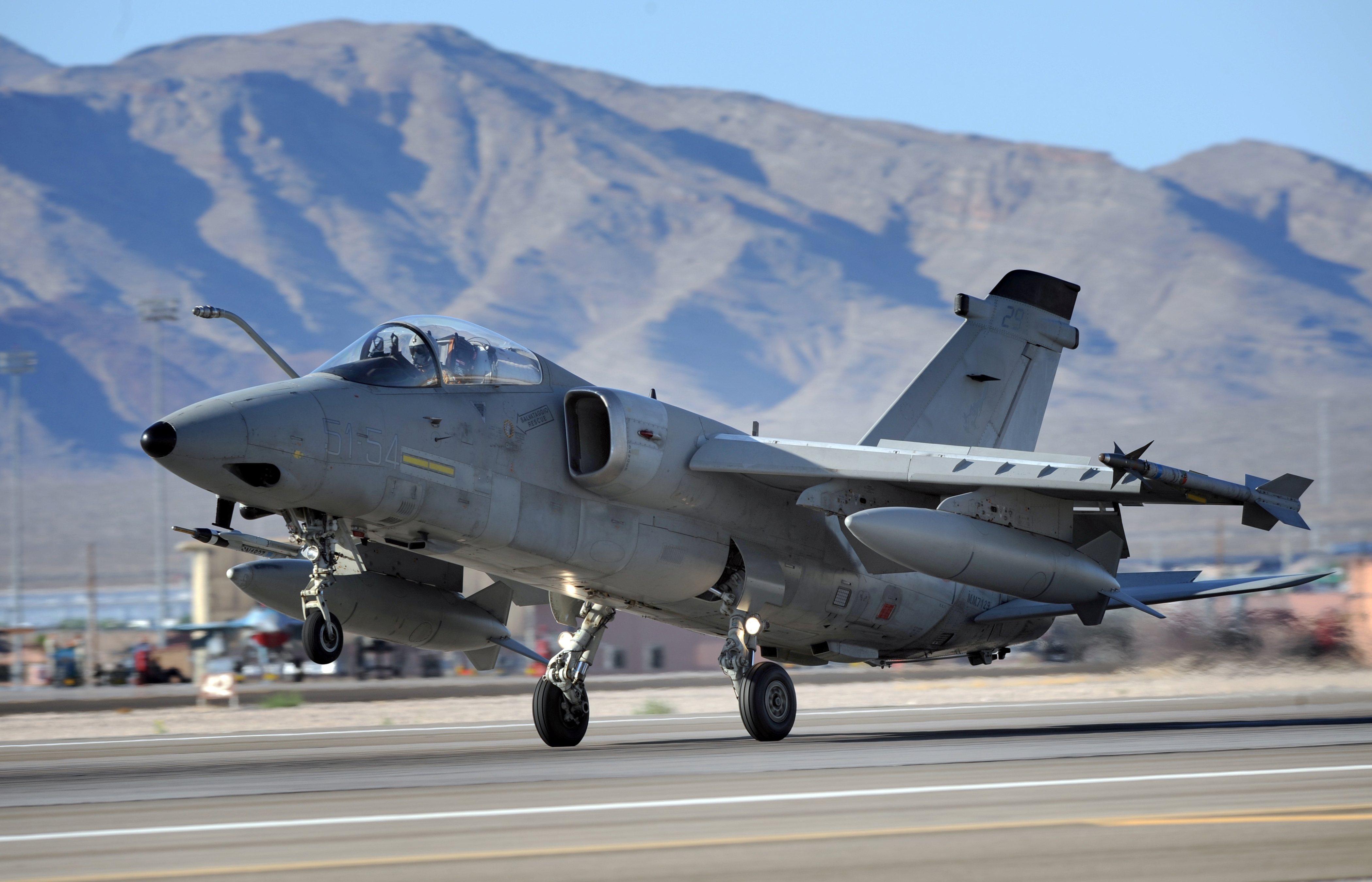
AMX

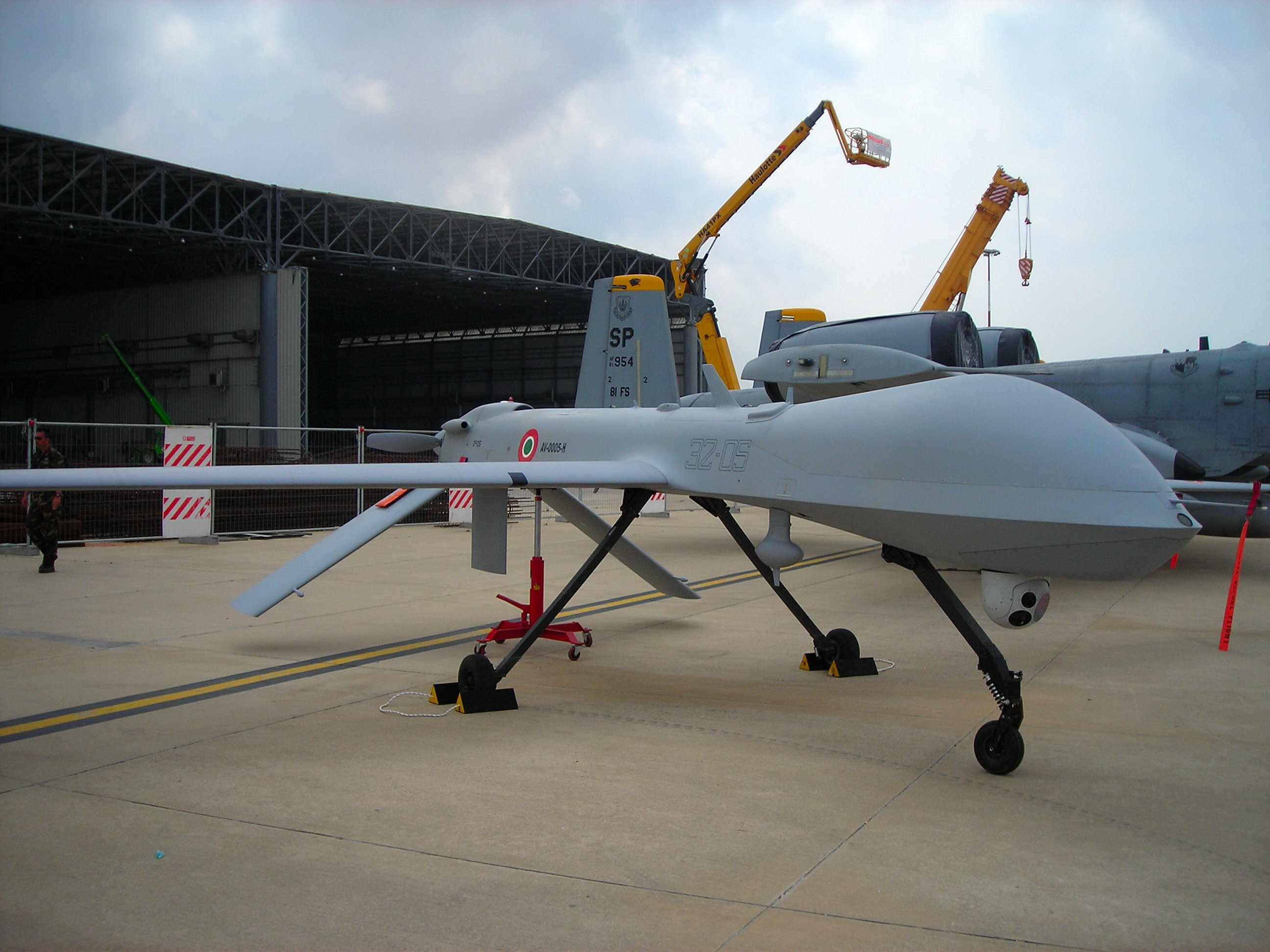
無人偵察機プレデター

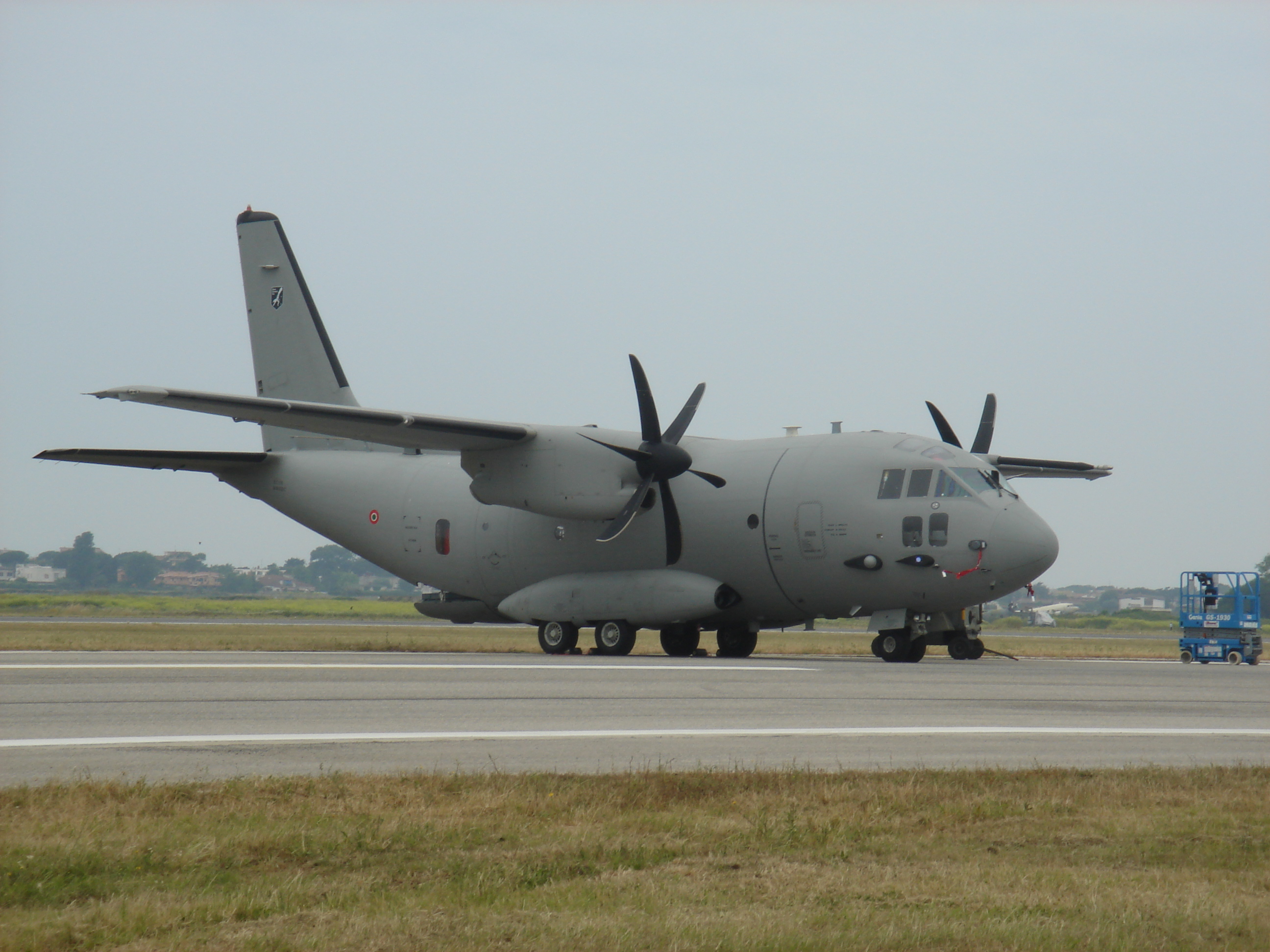
C-27J スパルタン

### 共和国空軍の発足と冷戦
1946年6月18日、イタリア共和国空軍（アエロナウティカ・ミリターレ、イタリア語: Aeronautica Militare）として新たな出発を始めたイタリア空軍であったが、第二次世界大戦の敗戦国としての厳しい再軍備規制が軍再建に立ち塞がった。1947年2月10日にイタリア共和国政府は旧連合国とパリ講和条約を締結したが、条約は軍再建に様々な制約を課していた。しかし1949年に冷戦による東西対立の時代を迎えると、イタリアは1949年に結成されたNATOの創設メンバーに加えられ、軍備制限の大幅な撤廃を許された。加えて米伊相互防衛援助協定に基づいてアメリカ空軍からの装備提供が開始、P-51マスタングとP-47サンダーボルトがイタリア空軍部隊に装備された。1952年の後半頃には戦闘機のF-84とF-86、それに輸送機のC-119が新たにアメリカ軍から提供された。
イタリアの航空産業も戦後復興が進むに連れて再び国産機の開発を再開し、アエルマッキ MB-326やフィアットG.91、ピアジオ・エアロ・インダストリーズP166などの機体を開発・生産した他、ヘリコプターの国産化にも着手した。 空軍にとって初めての超音速ジェット戦闘機となったロッキードF-104はフィアット社によってライセンス生産が行われた。1970年代はG.222（後にC-27J スパルタンへと改良）とロッキードC-130が空軍の輸送機採用を争うまでになっていた。戦闘機もF-104をイタリア空軍の防空ドクトリンに合わせて改修したF-104Sの配備が行われていった。国際的な共同開発にも進出、ブラジル空軍と共同開発（7割近くを担当）したAMXは良好な成績を収め、空軍機の共同開発を進めていたドイツ・イギリスとのトーネード開発計画へと繋がっていった。
1990年に湾岸戦争が勃発するとイタリア空軍はこれに参加した。1945年の第二次世界大戦以来の戦争参加となった。

### 現代戦
冷戦終結以来、民族対立や宗教問題などによって国際紛争が増加する時代を迎え、イタリア空軍は湾岸戦争から続く形でソマリア、モザンビーク、バルカン半島などに出兵した。この中でも特に欧州で発生したユーゴスラビア紛争は、国境から数分で航空機が到達可能な地域の不安定化を意味しており、空軍内で装備の補強と防空体制の見直しが進められた。退役を開始した米国製戦闘機に代わってイギリス、スペイン、西ドイツとの共同開発による新型戦闘機の開発を開始し、輸送機もG.222をC-27J スパルタンへと改良して緊急時の兵力輸送を強化した。
2003年、ユーロファイター タイフーンの受領が開始された年にイタリア空軍は空軍改革の一環として、特殊作戦を専門とする航空部隊第17特殊戦航空団を編成した。
2015年、F-35の導入が開始された。

## 組織・部隊

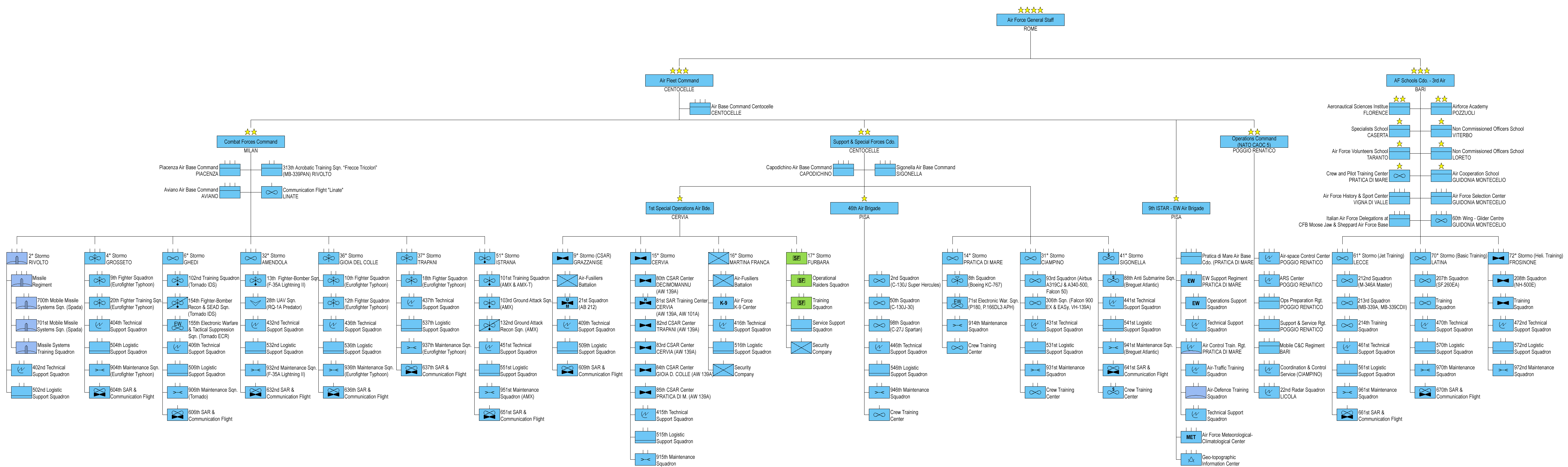
Aeronautica Militare Structure (Click to enlarge)

- 空軍参謀本部 (Stato Maggiore Aeronautica Militare) 在ローマ
  - 空軍部隊司令部 (Comando della Squadra Aerea) 在Centocelle
  - 兵站司令部 (Comando Logistico) 在ローマ
  - 空軍軍学校(Comando Scuole dell'Aeronautica Militare) 在バーリ
  - 空軍作戦司令部 (Comando Operativo Delle Forze Aeree) 在ポッジョ・レナーティコ
  - 第1方面司令部 (Comando 1 Regione Aerea) 在ミラノ
  - 第3方面司令部 (Comando 3 Regione Aerea) 在バーリ

## 階級

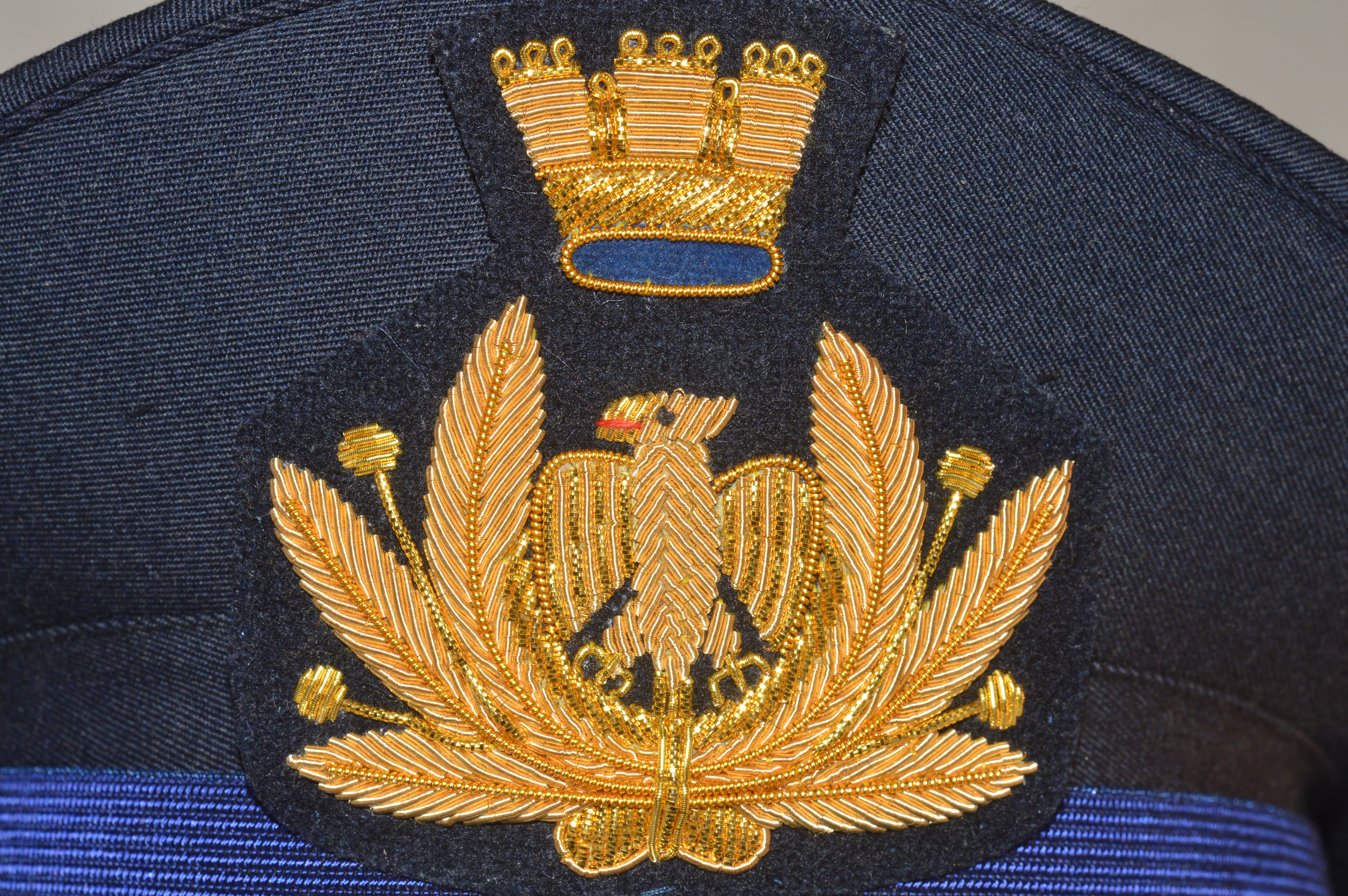
エンブレム付きひさし付きキャップ

| NATO階級符号 | 階級章     | 階級                                             | 階級         |
| NATO階級符号 | 階級章     | イタリア語                                       | 日本語       |
| ------------ | ---------- | ------------------------------------------------ | ------------ |
| OR-1         | 階級章なし | Aviere                                           | 二等空兵     |
| OR-2         |            | Aviere scelto                                    | 一等空兵     |
| OR-3         |            | Primo aviere                                     | 上等空兵     |
| OR-4         |            | Aviere capo                                      | 空兵長       |
| OR-4         |            | Primo aviere scelto                              | 選抜空兵長   |
| OR-4         |            | Primo aviere capo                                | 伍長         |
| OR-4         |            | Primo aviere capo scelto                         | 選抜伍長     |
| OR-4         |            | Primo aviere capo scelto q.s.                    | 特任選抜伍長 |
| OR-5         |            | Sergente                                         | 三等軍曹     |
| OR-6         |            | Sergente Maggiore                                | 二等軍曹     |
| OR-7         |            | Sergente Maggiore Capo                           | 一等軍曹     |
| OR-7         |            | Sergente maggiore capo q.s.                      | 選抜一等軍曹 |
| OR-8         |            | Maresciallo di terza classe                      | 三等曹長     |
| OR-8         |            | Maresciallo di seconda classe                    | 二等曹長     |
| OR-9         |            | Maresciallo di prima classe                      | 一等曹長     |
| OR-9         |            | Primo maresciallo                                | 上級曹長     |
| OR-9         |            | Luogotenente                                     | 准尉         |
| OR-9         |            | Primo luogotenente q.s.                          | 特任准尉     |
| OF-1         |            | Sottotenente                                     | 少尉         |
| OF-1         |            | Tenente                                          | 中尉         |
| OF-2         |            | Capitano                                         | 大尉         |
| OF-2         |            | Primo capitano                                   | 上級大尉     |
| OF-3         |            | Maggiore                                         | 少佐         |
| OF-4         |            | Tenente Colonnello                               | 中佐         |
| OF-5         |            | Colonnello                                       | 大佐         |
| OF-6         |            | Generale di brigata aerea                        | 准将         |
| OF-7         |            | Generale di divisione aerea                      | 少将         |
| OF-8         |            | Generale di squadra aerea                        | 中将         |
| OF-9         |            | Generale di squadra aerea con incarichi speciali | 特任中将     |
| OF-10        |            | Generale                                         | 大将         |

## 航空機

### 現在運用中の主な航空機
- 戦闘機
  - F-35
  - ユーロファイター タイフーン
- 攻撃機
  - AMX インターナショナル AMX
  - パナヴィア トーネード
- 輸送機
  - ロッキード C-130 ハーキュリーズ
  - アレニア C-27J スパルタン
  - ダッソー ファルコン 50
  - ピアッジョ P.180 アヴァンティ
- 哨戒機
  - ブレゲー アトランティック
- 練習機
  - アエルマッキ MB-339
  - アエルマッキ SF-260
  - アエルマッキ M-345（T-345A）[3]
  - アエルマッキ M-346
- ヘリコプター
  - シコルスキー HH-3F
  - アグズタ・ベル AB-212
  - マクドネル・ダグラス NH-500E
- 空中給油機
  - ボーイング KC-767
- 早期警戒管制機
  - ガルフストリーム G550 CAEW

### かつて運用した航空機
- 戦闘機
  - アンサルド A.1
  - SAI.207
  - フィアット CR.20
  - フィアット CR.32
  - フィアット CR.42 Falco
  - フィアット G.50 Freccia
  - フィアット G.55 Centauro
  - フィアット G.91
  - フィアット G.91Y
  - マッキ C.200 Saetta
  - マッキ C.202 Folgore
  - マッキ C.205 Veltro
  - Re.2000 Falco I
  - Re.2001 Falco II
  - Re.2002 Ariete
  - Re.2005 Sagittario
  - カプロニ・ヴィッツォーラ F.5
- 大型戦闘機
  - Breda 65
  - ブレダ Ba.88
  - Fiat CR.25
  - CANSA FC.20
  - IMAM Ro.57
- 爆撃機
  - サヴォイア・マルケッティ SM.79
  - サヴォイア・マルケッティ SM.81
  - サヴォイア・マルケッティ SM.82
  - サヴォイア・マルケッティ SM.84
  - サヴォイア・マルケッティ SM.85
  - フィアット BR.20
  - カント Z.1007
  - カント Z.1018
  - Caproni Ca.101
  - Caproni Ca.135
  - Piaggio P.32
  - ピアッジョ P.108
- 輸送機・偵察機など
  - Caproni Ca.111
  - Caproni Ca.133
  - Caproni 309/310/311/313/314
  - IMAM Ro 37
  - IMAM Ro 43/44
  - カント Z.501 Gabbiano
  - カント Z.506 Airone
  - RS. 14
  - S.M. 73
  - サヴォイア・マルケッティ S.74
  - サヴォイア・マルケッティ SM.75
  - SM.83
  - フィアット G.12
- 練習機
  - Caproni Ca.100
  - Caproni Ca.164
  - Breda Ba.25
  - IMAM Ro.41
  - ナルディ FN.305/FN.315
  - Saiman 200/202
  - Avia L.3
  - Cansa C.5
  - フィアット G.46
  - アエルマッキ MB-326
- 試作機
  - アンブロジーニ
    - Ambrosini S.A.I.403 Dardo

  - ブレダ
    - Breda Bz.303 Leone II
    - ブレダ Ba.201
    - Breda Bz.301 Leone III

  - C.A.N.S.A.
    - C.A.N.S.A. F.C. 20bis

  - カプロニ
    - カプロニ・ヴィッツォーラ F.6
    - Caproni Ca.331 Raffica
    - Caproni CA.380 Corsaro
    - カプロニ・カンピニ N.1

  - CRDA／CANT
  - IMAM
    - IMAM Ro.58

  - ピアッジョ
    - ピアッジョ P.111
    - Piaggio P.119

  - Reggiane
    - Reggiane Ca. 405C

  - サヴォイア・マルケッティ
    - Savoia Marchetti SM.91
    - Savoia Marchetti SM.92

## ユニフォーム
制服には、ミディアムブルーグレーのウールで作られた手仕立てのドレスチュニックが含まれています。制服はボタン付きのジャケットとズボンで構成されており、軍人の外観をよりすっきりとトリミングするためにジャケットを固定する二重バックル付きベルトが付いています。白いシャツと青または黒のネクタイを合わせて着用します。 イタリア空軍の最初の飛行機にはパイロット用の密閉された客室が装備されていなかったため、パイロット用の初期の制服にはヘルメットとゴーグルが含まれていました。 正装の場合、職員が着用する頭飾りはひさし付きの帽子です。